# 文儒坊
文儒坊（平话字：Ùng-ṳ̀-huŏng）是位于位于中国福建省福州市鼓楼区的一条街道，为三坊七巷之一。
文儒坊为东西走向，东接南后街，西连通湖路，南北分别与光禄坊、衣锦坊平行。旧名山阴巷、儒林坊，因历代文儒辈出而得名。坊内有张经故居，甘国宝故居，陈承袭、陈宝琛故居，陈衍故居等名人故居。